# Макреш
Макреш (буг. Макреш) је село на северозападу Бугарске и седиште истоимене општине Макреш у Видинској области. Према подацима пописа из 2021. године село је имало 325 становника (према попису из 2011. било је 414 становника).
Макреш је смештен у долини реке Видбол, у централном делу Видинске области. Од седишта области, Видина, удаљен је 35 километара, а од најближег граничног прелаза са Србијом, Вршком Чуком, удаљен је 33 километара.